# Cráter Yarrabubba
El cráter Yarrabubba es una estructura de impacto, que contiene los restos erosionados de un cráter de impacto anterior, situado al norte de Yilgarn Craton cerca de la Estación de Yarrabubba, entre las ciudades de Sandstone y Meekatharra, en el medio oeste de Australia Occidental. Con una edad de 2229 millones de años, es la estructura de impacto conocida más antigua sobre la Tierra.
El brocal de cráter original ha sido completamente erosionado y no es fácilmente visible en vistas aéreas o imágenes de satélite;  está centrado en una zona llamada el "Barlangi Rock". La evidencia para la extensión de impacto proviene la presencia de cuarzo impresionado y conos astillados en los afloramientos de granito que se interpretaron que eran cercanos el centro del cráter original, y de datos geofísicos. El diámetro del cráter original es incierto, pero ha sido estimado de entre 30 a 70 km (18,6 a 43,5 mi).

## Edad
El impacto ha sido datado en más 2000 millones de años hace, siendo el segundo cráter de impacto conocido más viejo del mundo. Esta fecha coloca al impacto al final del primer periodo cuando la Tierra estaba, mayoritariamente o completamente, congelada, generalmente llamada la Glaciación huroniana.
El hallazgo de edad estuvo basado en el análisis de cristales antiguos de los minerales zircón y monacita encontrados en el cráter.  Científicos han utilizado trazas de uranio para datar y analizar las muestras y para determinar la edad del cráter de impacto.